# Camponotus circularis
Camponotus circularis é uma espécie de inseto do gênero Camponotus, pertencente à família Formicidae.